# UBE (企業)

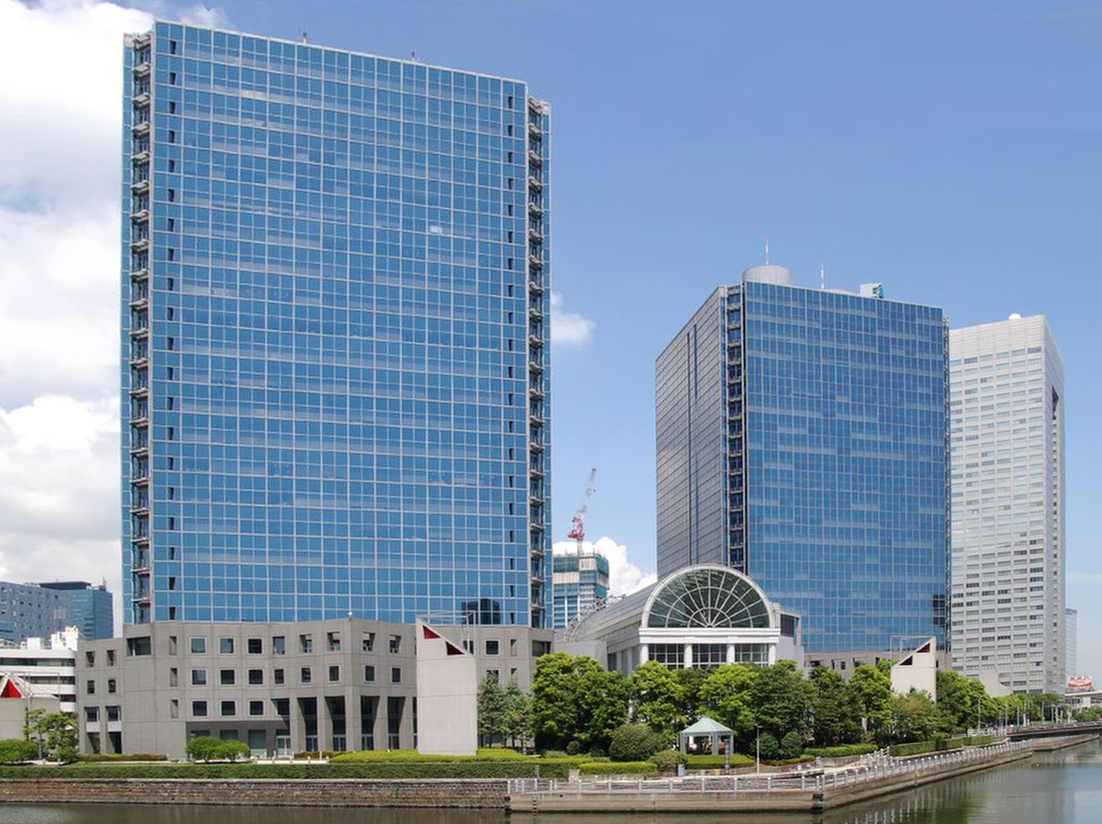
UBE東京本社所在地：Seavans大樓N館（右側第二棟建築）

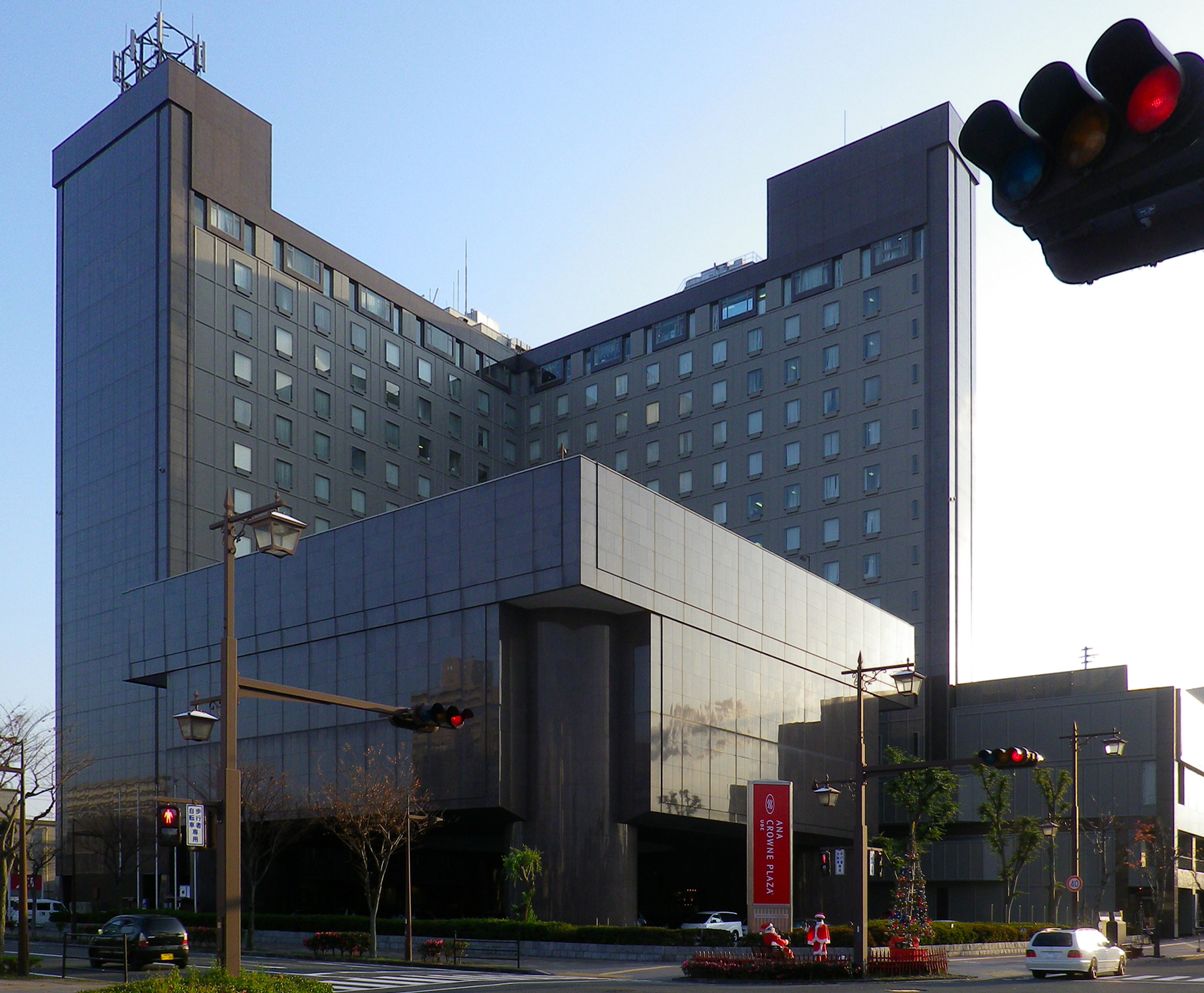
位於宇部市區的宇部興產大樓，為UBE宇部本社的辦公據點之一

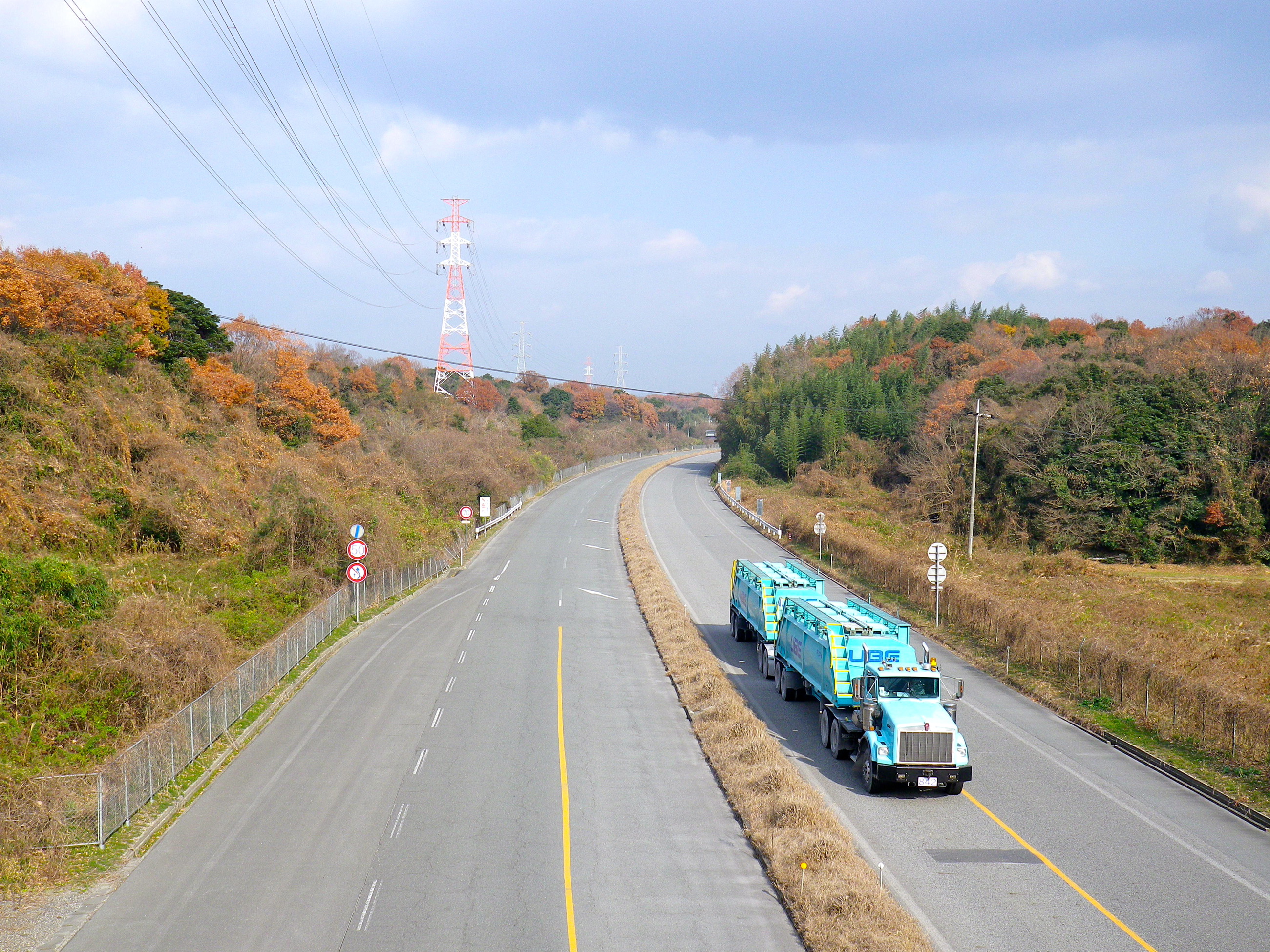
宇部興產專用道路

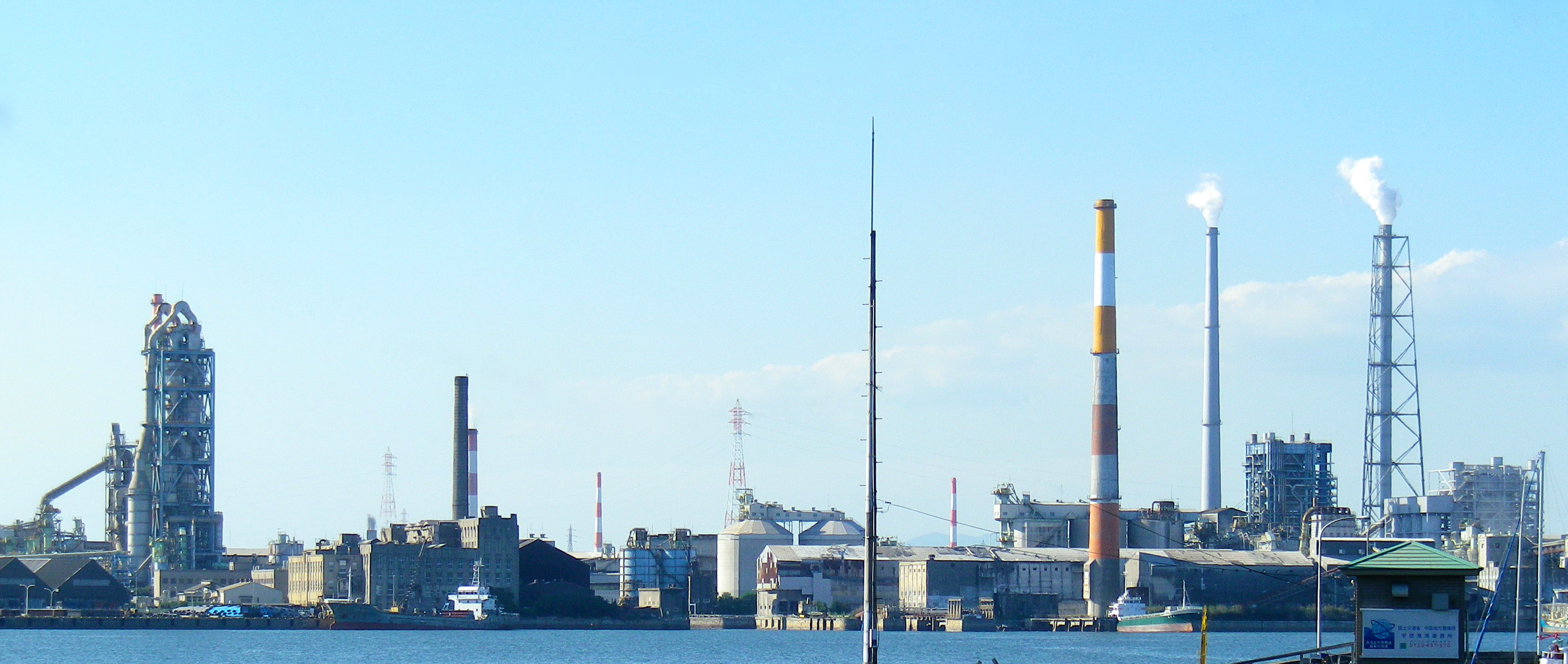
宇部地區工廠群

UBE（日语：／ Yū Bī Ī */?）是日本大型綜合化學企業，起名於公司登記地及營業基地所在的山口縣宇部市，營運總部則設於東京芝浦。舊名宇部興產（／ Ube kōsan），簡稱UBE（來自「宇部」的羅馬拼音），主要事業據點所在的山口縣西部則多以「興產」通稱。成立於1942年，由沖之山炭礦株式會社、匿名組合宇部新川鐵工所、宇部水泥製造株式會社、宇部窒素工業株式會社等4家宇部當地的企業合併而成。2022年4月1日，改以原簡稱「UBE」更為現名。
宇部市一帶從明治時代開始為煤礦與石灰岩產區，成為UBE成立及興起的背景。其首要生產設施所在的宇部工場分為宇部地區（山口縣宇部市海濱）及伊佐地區（山口縣美禰市），並有長達31公里的自用道路連接兩地（宇部興產專用道路；現由合資公司UBE三菱水泥持有）。雖然在股市登記類別為化學工業，實際的經營範圍橫跨礦產、醫療、建材、機械製造、電力等領域，並在部分事業部門採用分公司制。其現今已不再開採煤礦，但在宇部市的沖之山設有日本最大的煤礦儲存基地。

## 主要發展事業
- 化學
  - 氨
  - 内酰胺
  - 硫酸铵
  - 聚酰胺
  - 顺丁橡胶
  - 聚酰亚胺
  - 碳酸二甲酯
  - 过氧化氢
  - ABS树脂
  - 聚乙烯
- 藥物治療
- 水泥
- 石灰岩
- 煤
- 機床

## 外部鏈結
- 官方网站（日語）（英文）